# Nicolae Manolescu
Nicolae Manolescu, né le 27 novembre 1939 à Râmnicu Vâlcea et mort le 23 mars 2024 à Bucarest, est un professeur et critique littéraire roumain. 
Spécialiste de la littérature, il est élu à l'Académie roumaine en 2013,.

## Œuvres
- George Bacovia, sous le nom de Nicolae Manolesco, Éditions Seghers, coll. « Poètes d'aujourd'hui », no 177, 1968.